# NGC 4541
NGC 4541 (również PGC 41911 lub UGC 7749) – galaktyka spiralna z poprzeczką (SBbc), znajdująca się w gwiazdozbiorze Panny. Odkrył ją William Herschel 1 stycznia 1786 roku.
W galaktyce tej zaobserwowano supernową SN 2007gq.